# Ивы не заплачут (опера)
Ивы не заплачут — опера известного азербайджанского композитора Афрасияба Бадалбейли, поставленная в 1970 году.

## История
Опера была поставлена на сцене Азербайджанского театра оперы и балета в 1970 году. Посвящена она проявленному в годы Великой Отечественной войны героизму азербайджанского народа, как на полях сражений, так и в тылу..